# Loriot indien
Oriolus kundoo
Espèce
Le Loriot indien (Oriolus kundoo) est une espèce d'oiseaux appartenant à la famille des Oriolidae.

## Systématique
Cette espèce était considérée encore récemment comme une sous-espèce du Loriot d'Europe (Oriolus oriolus). Toutefois, il est maintenant établi que O. kundoo a une morphologie, un plumage et des chants différents. De plus, elle ne se reproduit pas avec le Loriot d'Europe dans leur aire de répartition commune (nord-est de la Chine, est du Kazakhstan). Elle a donc été séparée et élevée au rang d'espèce à part entière.

## Description
Son plumage ressemble beaucoup à celui du Loriot d'Europe mais cette espèce est plus petite et possède un bec plus long.